# 老挝法语
在老挝，法语是重要的少数语言。老挝是东南亚三个拥有法语社区的国家中说法语的人口第二多的（另两个国家是越南和柬埔寨）。法语在老挝有着重要的外交和商业作用，也是该国三分之一多学生学习的语言。

## 历史

### 殖民时代
法语最早于19世纪传入老挝。当时的法国殖民者在占领越南后，试图打开进入中国的通路，并在现在所属的琅勃拉邦设立了领事馆。法国在老挝建立保护地的真正动因是害怕与英国在经济和政治上竞争。至19世纪90年代，法国与暹罗因领土争议爆发了法暹战争，其结果对法国有利，法国也正式成为老挝的保护国。战后，法国重新占领越南并把法语定为老挝唯一的政治用语，在1949年老挝王国成立后又把法语和老挝语共同定为官方语言，但1953年老挝独立后，于政治场合不再使用法语。

### 老挝独立后
尽管独立后老挝的官方语言只有老挝语，但因为老挝国王和法国有紧密的政治关系，法语在该国却比在邻国柬埔寨和越南消失得更慢。越南战争前，因社会主义组织巴特寮和当时政府的斗争，爆发了老挝内战。巴特寮所占领的地区使用老挝语作为单一语言。越战后，法语在老挝的使用快速降低。20世纪90年代早期老挝放弃封闭政策对外开放，法国、瑞士和加拿大与该国建交。法语又重新被老挝接纳，在老挝中部甚至开设了法语中心。现在，比起亚洲其他曾受法国影响的国家，老挝为法语提供了更好的环境。老挝约有35%的学生在校学习法语，在一些学校法语甚至是必修课程。